# De zeeweringen, waterschappen en polders in de provincie Groningen

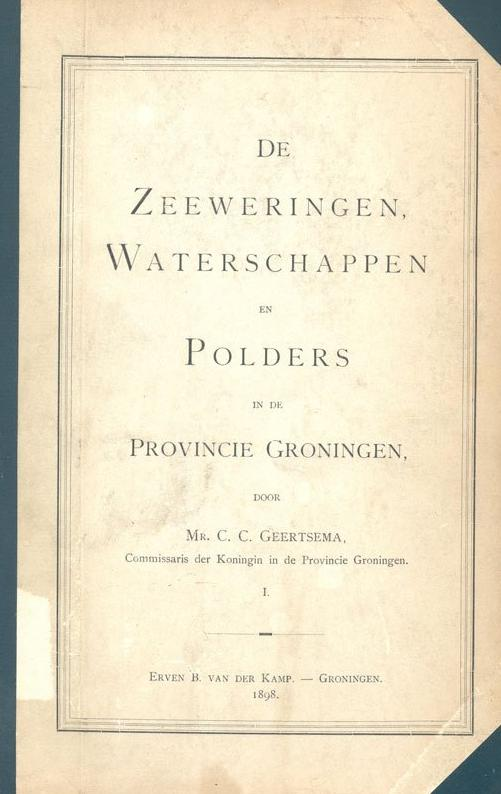
Voorzijde boek

In 1898 verscheen het boek De zeeweringen, waterschappen en polders in de provincie Groningen van mr. C.C. Geertsema. De tweede editie van het boek verscheen in 1910.
Het 718 bladzijden tellende boek was het standaardwerk over de toenmalige waterschappen in de provincie Groningen. Stuk voor stuk werden de meer dan 400 waterschappen die de provincie toen rijk was beschreven. Bij het boek was ook een set van 10 kaarten en een overzichtskaart uitgegeven.
Het boek bevat weinig informatie over de totstandkoming van molencontracten en de bouw van poldermolens, die meestal aan de formele oprichting van de waterschappen vooraf gingen. Details daarover zijn te vinden in het Groninger Molenarchief. Nog uitgebreider is de database van de Vereniging De Hollandsche Molen.
Het boek bezit 3 hoofdstukken, waarvan het tweede, gewijd aan de waterschappen, is onderverdeeld in 12 afdelingen. Per afdeling zijn waterschappen die bij elkaar horen gegroepeerd. Vaak is dat per afwaterde eenheid, bijvoorbeeld alles wat via het Rietdiep loost (afdeling III). Soms is dat naar ligging, zoals in afdeling V, waarin de kleinere schappen bijeengebracht zijn die rechtstreeks op de Waddenzee lozen. 
Hoofdstuk 1: De zeeweeringen
Hoofdstuk 2:
Afdeling I: De Lauwerszee
Afdeling II: Het zogenaamde Munnikezijlvest
Afdeling III: Het benedenpand van het afgedamde Reitdiep
§ 1: Het waterschap Westerkwartier
§ 2: Het waterschap Hunsingo
§ 3: De bedijkingen langs het Reitdiep
Afdeling IV: Het waterschap Fivelingo
Afdeling V: De bedijkingen langs de Wadden
Afdeling VI: De boezem van het Eemskanaal
Afdeling VII: Het waterschap Duurswold
Afdeling VIII: Het waterschap Oterdum
Afdeling IX: Het waterschap Oldambt
Afdeling X: Het waterschap Reiderland
Afdeling XI: De bedijkingen langs den Dollard
Afdeling XII:
§ 1: Het waterschap Westerwolde
§ 2: Het waterschap Pekel A
Hoofdstuk 3: Het eiland Rottumeroog

## Vragenlijsten
Om het boek te kunnen samenstellen, stuurde Geertsema naar alle hem bekende waterschaps- en polderbesturen vragenlijsten. Daarbij maakte hij geen onderscheid tussen officiële, dat wil zeggen door de Staten opgerichte waterschappen, of particulieren die – alleen of in vereniging – een bemaling onderhielden. Zo kon het gebeuren dan gebieden met onduidelijke taken, zoals de Noorderduikerpolder, toch in het boek terechtkwamen. Ondanks dat was het werk zeer accuraat. Er staan eerder te veel, dan de weinig schappen in het boek.

## Dé Geertsema
Hoewel er na 2000 in de provincie nog slechts drie waterschappen over zijn, wordt het boek nog regelmatig geraadpleegd, om historische onduidelijkheden op te sporen. In de wandeling wordt het boek de Geertsema genoemd.
Voor het boek ontving Geertsema een eredoctoraat van de universiteit van Groningen.